# Přívoz Pražská tržnice – Štvanice – Karlín-Rohanský ostrov

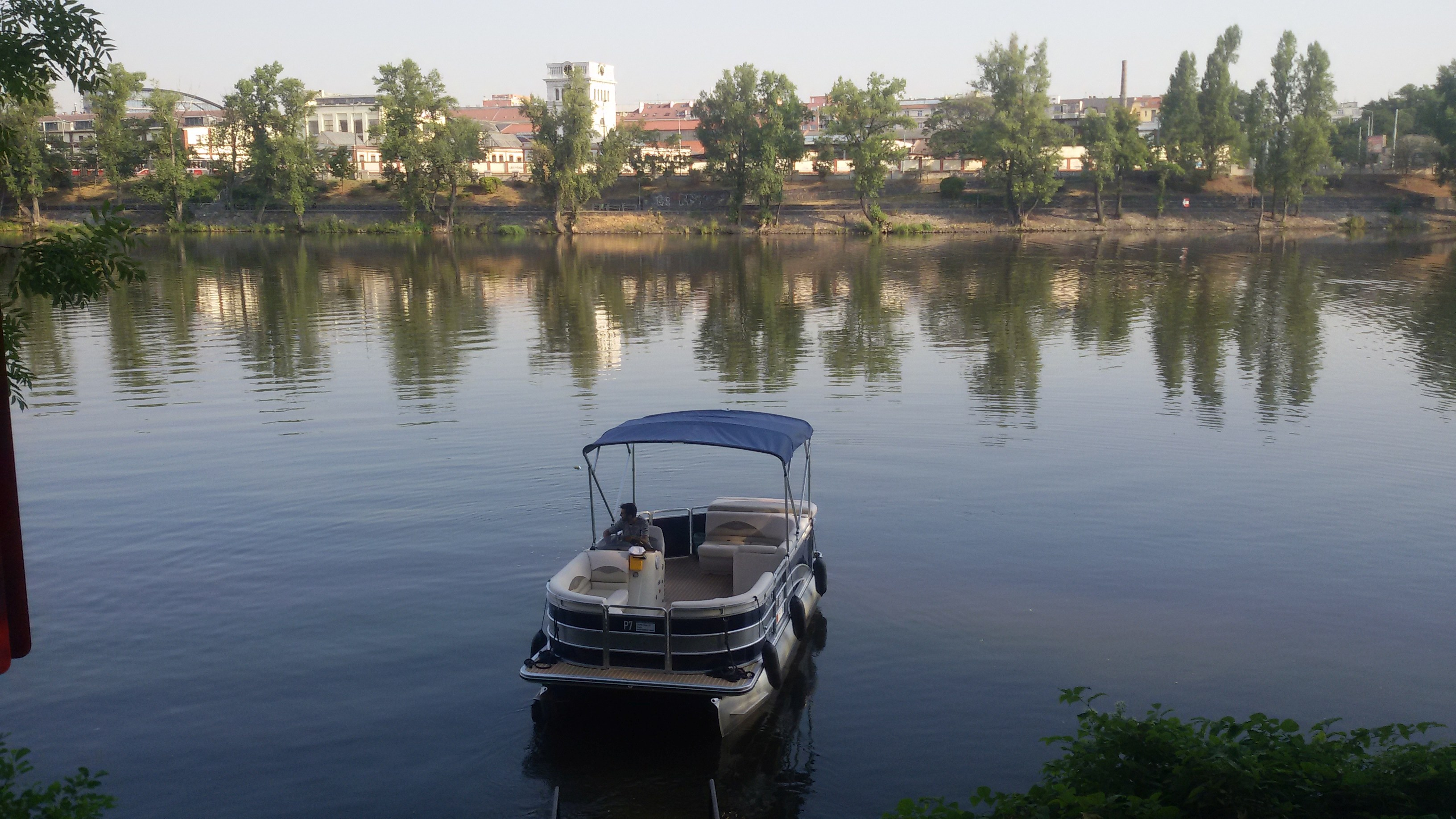
Přívoz Pražská tržnice – Ostrov Štvanice – Rohanský ostrov

Přívoz Pražské integrované dopravy P7 (v databázích kódovaný jako linka 697) v trase Pražská tržnice – Ostrov Štvanice – Rohanský ostrov, tedy překonávající Vltavu s mezizastávkou na ostrově, byl v provozu od 7. srpna 2015 (pravidelný provoz 8. srpna 2015) do 28. července 2023, kdy jej nahradila Štvanická lávka. Provozovatelem byla Pražská paroplavební společnost a. s., která se tak stala třetím stálým lodním dopravcem v PID (předtím v PID provozovala jen dočasné linky náhradní dopravy).
Na lince platil běžný tarif Pražské integrované dopravy a obdobné podmínky jako na ostatních přívozech PID, včetně možnosti přepravy jízdních kol a platnosti SMS jízdenek.

## Trasa
- Pražská tržnice (východně od stejnojmenných tramvajových zastávek)
- Ostrov Štvanice (v roce 2015 název Štvanice): severní strana východního cípu ostrova, asi 800 metrů východně od bývalých tramvajových a autobusových zastávek Štvanice na Hlávkově mostě
- Rohanský ostrov (v roce 2015 název Karlín-Rohanský ostrov): nejbližší zastávka MHD je Křižíkova ve vzdálenosti asi 350 m; asi 100 metrů od přístaviště prochází po pobřeží páteřní cyklotrasa A2 a mezinárodní cyklotrasa EuroVelo 7. Podle informace na webu ROPIDu se přístaviště mělo jmenovat Karlín-Rohanské nábřeží.[1]

## Provoz

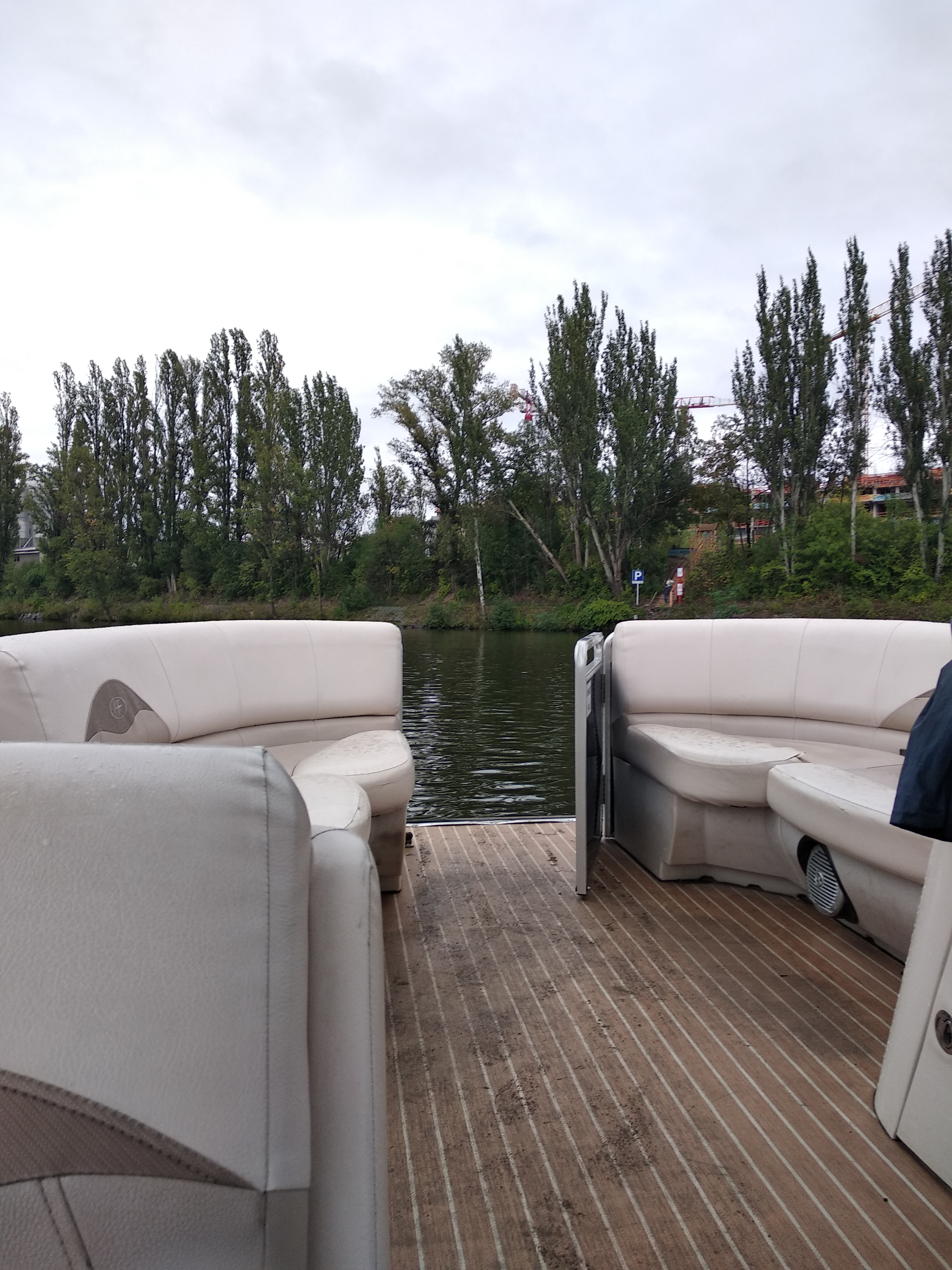
Paluba lodi na lince P7

Přívoz byl v provozu denně s výjezdy od Pražské tržnice od 8 do 20 hodin (z Rohanského ostrova zpět o pět minut později) v základním intervalu 30 minut ve zkušebním provozu do 1. listopadu 2015. Mimo provozní přestávky (12:10–13:00 a 16:10–17:00) byly možné plavby i mimo časy uvedené v jízdním řádu, potřeba plavby mimo jízdní řád se signalizovala akusticky nebo požádáním, v případě zvýšené poptávky byl v provozu nepřetržitě a stanovené časy odjezdů nemusely být dodrženy. Doba plavby z přístaviště Holešovická tržnice do přístaviště Karlín-Rohanský ostrov byla podle jízdního řádu 5 minut (z toho 2 minuty na Štvanici), opačným směrem 4 minuty.
Přívoz nebyl v provozu při 1. a vyšším stupni povodňové aktivity a při jiných nepříznivých přírodních podmínkách.
O náklady na zkušební provoz v roce 2015 vyčíslené na 550 tisíc korun se má rovným dílem po 275 tisících korun podělit město Praha a městská část Praha 7. Plná sezona od dubna do října má stát 1,3 milionu korun, přičemž ujetá vzdálenost za celou sezónu má být přes 5000 kilometrů.
Za první měsíc provozu přívoz vykázal 6965 cestujících a 1015 přepravených psů, čímž se z hlediska přepravy psů stal nejvytíženějším přívozem v Praze, z hlediska přepravy osob je třetí nejvyužívanější. Podle srpnového průzkumu jej 78 % pasažérů využívalo v rámci volného času, 15 % při cestě do práce, 6 % při cestě na nákup nebo na jídlo. Nejvyužívanější byl odpoledne od 14 do 18 hodin.
Sezóna 2016 byla zahájena 25. března 2016. Přitom byla částečně přejmenována dvě ze tří přístavišť, interval ve špičkách pracovních dnů byl zkrácen ze 30 na 20 minut a začátek provozu byl posunut z 8 hodin na 7 hodin ráno. V období od 14. 5. do 31. 8. je provoz prodloužen až do 21 hodin, v říjnu zkrácen jen do 19 hodin, ve zbývajících částech sezóny zůstává původní ukončení ve 20 hodin.

## Převozní loď HolKa
Přívoz měl být provozován malým plavidlem o kapacitě 12 osob, umožňujícím přepravu kočárků i jízdních kol. V případě zavedení trvalého provozu plavidlo mělo být nahrazeno bezbariérovým. V jízdním řádu je však bezbariérovost všech spojů vyznačena již od zahájení provozu linky. Provozovatel v den zahájení provozu oznámil, že na přívoz nasadil nejnovější a nejmodernější převozní loď, plně bezbariérovou, a to rychlý a snadno ovladatelný katamarán od nizozemského dodavatele s čalouněnými sedadly. Jeho ponor byl 40 centimetrů, což mu umožňovalo překonat mělké kamenité rameno Vltavy pod Helmovským jezem, na něž by kýlová loď nebyla vhodná. Loď byla vybavena moderním echolotem, na němž převozník i cestující mohli sledovat hloubku dna. Pořizovací cenu společnost nezveřejnila.
Dne 16. července 2015 vyzvala Praha 7 ve spolupráci s dalšími organizátory přívozu veřejnost, aby posílala návrhy na jméno převozní lodi. Záměrem bylo, aby se přívoz co nejlépe zapsal do širokého povědomí, k čemuž mělo přispět, když loď bude snadno zapamatovatelná a pro občany dobře identifikovatelná. Autor vítězného návrhu byl pozván na oficiální zahájení přívozu a obdržel drobné dárky od partnerů. V této veřejné anketě bylo vybráno jméno HolKa (akronym z názvu Holešovice a Karlín), jako jeho autor byl uveden Martin Tomáš.

## Dřívější přívozy a dopravní propojení

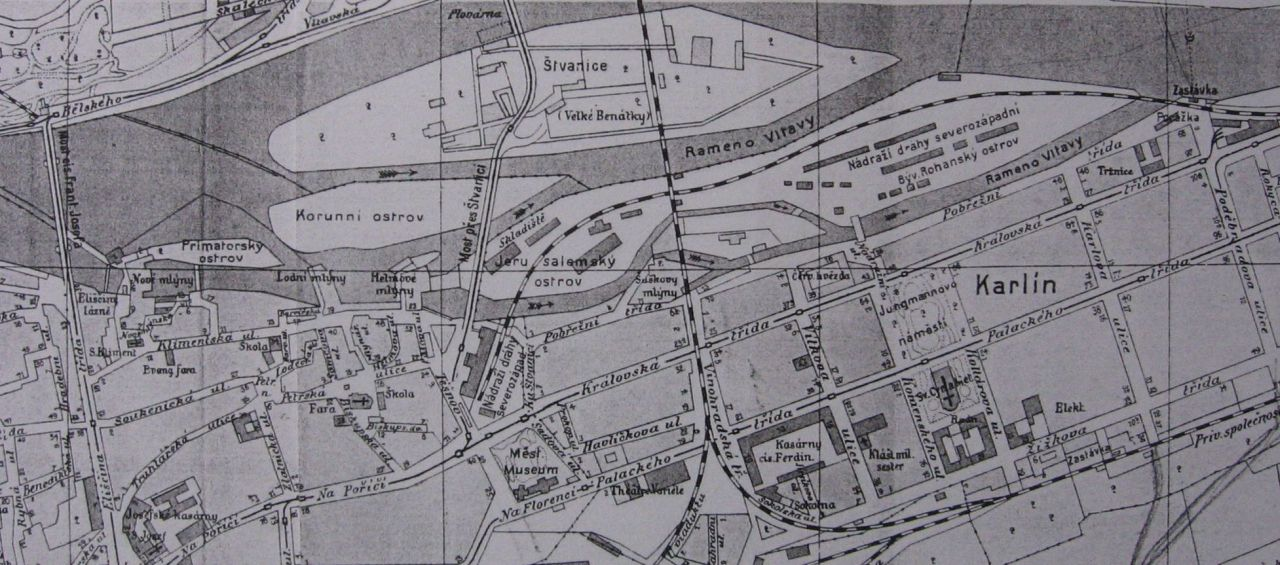
Mapa Vltavy u Karlína kolem roku 1910

V oblasti v minulosti jezdilo několik přívozů, jejichž přesná poloha a identita je ne vždy známa:
- Štvanice – Korunní ostrov: doložen 1791[12]
- Bubny – Štvanice: poprvé doložen 1769, zrušen 1900, v roce 1909 při opravách mostu jej provozoval Jan Pašek.[12]
- Holešovice – cíp Štvanice – Karlín: doložen 1958[12]
- Karlínský přívoz (Holešovice – Karlín): poprvé doložen 1885, naposledy 1958. Začátkem 20. století jej provozoval Jan Pašek.[12]

V letech 1846–1850 byl mezi Holešovicemi a Karlínem přes ostrov Štvanice postaven železniční Negrelliho viadukt. V letech 1908–1911 byl mezi Holešovicemi a západním okrajem Karlína přes střed ostrova Štvanici postaven Hlávkův most, kterým byly nahrazeny původní mosty. Během dvacátého století došlo k radikální přestavbě pobřeží, čímž zanikl Rohanský ostrov, Korunní ostrov i Primátorský ostrov a změnil se tvar ostrova Štvanice i říčních ramen. V roce 1984 byl pod vltavskými rameny a Štvanicí zahájen provoz linky C metra.

## Záměr lávek
V roce 1999 město Praha oznámilo záměr postavit lávky z obou břehů k východnímu konci ostrova Štvanice, tedy přibližně v trase přívozu P7. Obě tyto lávky jsou zaneseny do územního plánu hlavního města Prahy, ale po povodni v roce 2002 byl záměr odložen na neurčito. V roce 2008 městská část Praha 1 navrhla zanést do územního plánu i lávku z Nového Města na západní konec ostrova Štvanice, k elektrárně. Podrobněji v článku Lávky na Štvanici.
Spojení přes východní cíp Štvanice bylo předmětem úvah již dlouho, záměr lávek je i v územním plánu hlavního města Prahy.
V červenci 2015 starosta městské části Praha 7 Jan Čižinský uvedl, že zavedením přívozu chce vedení městské části upozornit na to, že lidem chybí lávka. Městská část na ni chce získat peníze z evropských fondů, přičemž ve zprávě byl jako možný rok zprovoznění lávky uveden rok 2018.
V září 2015 rada městské části Praha 7 vytkla předloženému návrhu revitalizace náplavek mezi Bubenským nábřežím a Libeňským mostem, že „zcela opomíjí a v návrhu nepočítá s uvažovaným mostním propojením Holešovic s Karlínem“. V usnesení zmínila, že dle Ověřovací studie mostu Holešovice Karlín XII/2007, zpracované společností Metroprojekt a.s. pro ÚRM HMP, je jednou z možností umístění mostu spojnice ulic Na Maninách – Šaldova (takové propojení by Štvanici asi o 300 metrů minulo).

## Most Holešovice–Karlín
Pod východní špicí ostrova Štvanice, je plánováno vybudování nízkovodního mostu Holešovice–Karlín pro místní silniční dopravu. Podle územního plánu má stát v ose Komunardů – Thámova, s čímž souhlasí Praha 8, Praha 7 prosazuje posunutí do prodloužení ulice Na Maninách, což je další varianta posuzovaná v Ověřovací studii mostu Holešovice Karlín XII/2007, zpracované společností Metroprojekt a.s. pro ÚRM HMP.

## Historie záměru přívozu
Mezi kurióznější nápady patří například vzdušný přívoz navržený v letech 2010–2011 Martinem Stossem, kdy by cestující přepravovala (i s mezipřistáním na Štvanici) vzducholoď s gondolou kotvená na laně, přičemž výšku přeletu by bylo možno regulovat podle počasí.
Městská část Praha 7 oznámila zřízení klasického přívozu, jehož provoz byl plánován na sezónu od dubna do září, již v prosinci 2014 (rada městské části záměr schválila 23. prosince 2014), kdy hledala převozníka a plánovala koupi lodě a mol. V budoucnu by přívoz měla nahradit lávka. Propagační zkušební provoz proběhl již v předvolebním období na podzim 2014.
Město Praha 10. června 2015 oznámilo, že na léto 2015 chystá společně s městskou částí Praha 7 a organizací ROPID zkušební provoz nového přívozu přes Vltavu v trase Holešovická tržnice – Štvanice – Karlín. Byl plánován denní provoz v rozsahu od 8 do 20 hodin v základním intervalu 30 minut. Měl být provozován malým plavidlem o kapacitě 12 osob, umožňujícím přepravu kočárků i jízdních kol, s tarifem jako na ostatních přívozech PID, přívoz byl prezentován pod označením P7. 29. června 2015 bylo zahájení provozu (s avizovanými parametry) oznámeno na 7. srpna 2015 ve zkušebním provozu do konce října 2015. V případě zavedení trvalého provozu by plavidlo mělo být nahrazeno bezbariérovým. Jako provozovatel byla oznámena Pražská paroplavební společnost. Rada města měla o návrhu rozhodovat 30. června 2015. 
Slavnostního otevření v pátek 7. srpna 2015 se zúčastnili mimo jiné primátorka hl. města Prahy Adriana Krnáčová, starosta Prahy 7 Jan Čižinský, místostarosta Prahy 7 Ondřej Mirovský, starosta Prahy 8 Roman Petrus, ředitel organizace ROPID Petr Tomčík, ředitel Povodí Vltavy Jiří Friedel a radní pro kulturu hl. města Prahy Jan Wolf. Křest lodi byl naplánován na 11 hodin, veřejný provoz započal v pátek v 11:30 hodin po slavnostním otevření a ten den byl prodloužen až do 21 hodin, provoz podle jízdního řádu začal od soboty 8. srpna 2015. Na ostrově Štvanice se při té příležitosti konal v pátek od 15 do 18 hodin Říční piknik. Návštěvníci pikniku si mohli zdarma zapůjčit piknikové vybavení (lehátka, stolky, deky, sedací pytle) a sportovní pomůcky (pétanque, speedminton, frisbee) a mohli se zúčastnit námořnických soutěží, jako je hod kruhem na cíl, chytání ryb na magnet, překážková dráha, vázání uzlů atd. V 15:15, 16:15 a 17:15 hodin zahrála námořní kapela Pár mu jich Band a součásti programu byly i ukázky jízdní hlídky městské policie. Na karlínském břehu se do oslav zapojily Přístav 18600 a Vila Štvanice s improvizovaným triatlonovým nezávodem mezi přístavem a vilou a doprovodným kulturním programem, který trval až do večerních hodin.
Pražská paroplavební společnost se zavedením tohoto přívozu vrátila k provozování přívozů po 85 letech. Od 30. let 20. století do roku 1944 provozovala přívoz z Císařské louky k Vyšehradu vrtulovým parníčkem Vlasta.
Označení P7 bylo kolem roku 2010 používáno pro chystané obnovení kazínského přívozu přes Berounku v rámci PID. Z toho však nakonec sešlo a kazínský přívoz byl v roce 2015 obnoven mimo rámec PID.